# Sonnar
Le Sonnar est un objectif photographique développé en 1930 par Ludwig Bertele chez Zeiss à partir de ses travaux précédents chez Ernemann, avec la création de l'Ernostar, lui-même inspiré de l'Ultrastigmat de Charles C. Minor.
Il s'agit d'un développement du triplet de Cooke, permettant d'augmenter l'ouverture jusqu'à f/1.8, ce qui en fait une avancée importante dans l'histoire des objectifs photographiques.

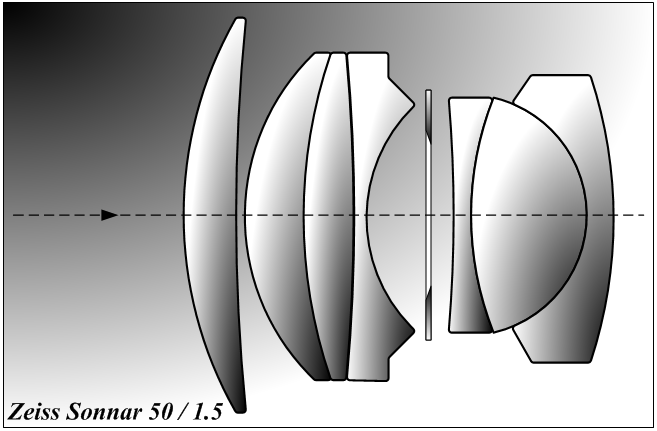
Formule optique du Sonnar.

Le premier Sonnar en production fut un 50 mm f/2 composé de six éléments en trois groupes, créé en 1926 pour les télémétriques Contax. En 1932, un septième élément vint s'ajouter, autorisant une ouverture maximale de f/1.5.
Les Sonnar présentaient davantage d'aberrations chromatiques que les Planar, mais la plus faible surface totale des lentilles permettait un meilleur contraste et moins de flare. Comparés aux formules Tessar, plus anciennes, les Sonnar étaient dotés d'une plus grande ouverture et généraient moins d'aberrations chromatiques.
Les optiques Sonnar se sont avérées incompatibles avec les courtes focales des boîtiers reflex 24×36 en raison de la place occupée par le miroir du boîtier. Elles ont donc principalement équipé des boîtiers télémétriques ainsi que des reflex moyen et grand format. 
La formule Sonnar a été largement reprise par d'autres fabricants d'optique pour son excellent piqué, ses coûts de production réduits et ses grandes ouvertures. Les usines russes KMZ ont, entre autres, fabriqué des copies des Sonnar 50 mm f/1.5, 50 mm f/2 et 85 mm f/2.

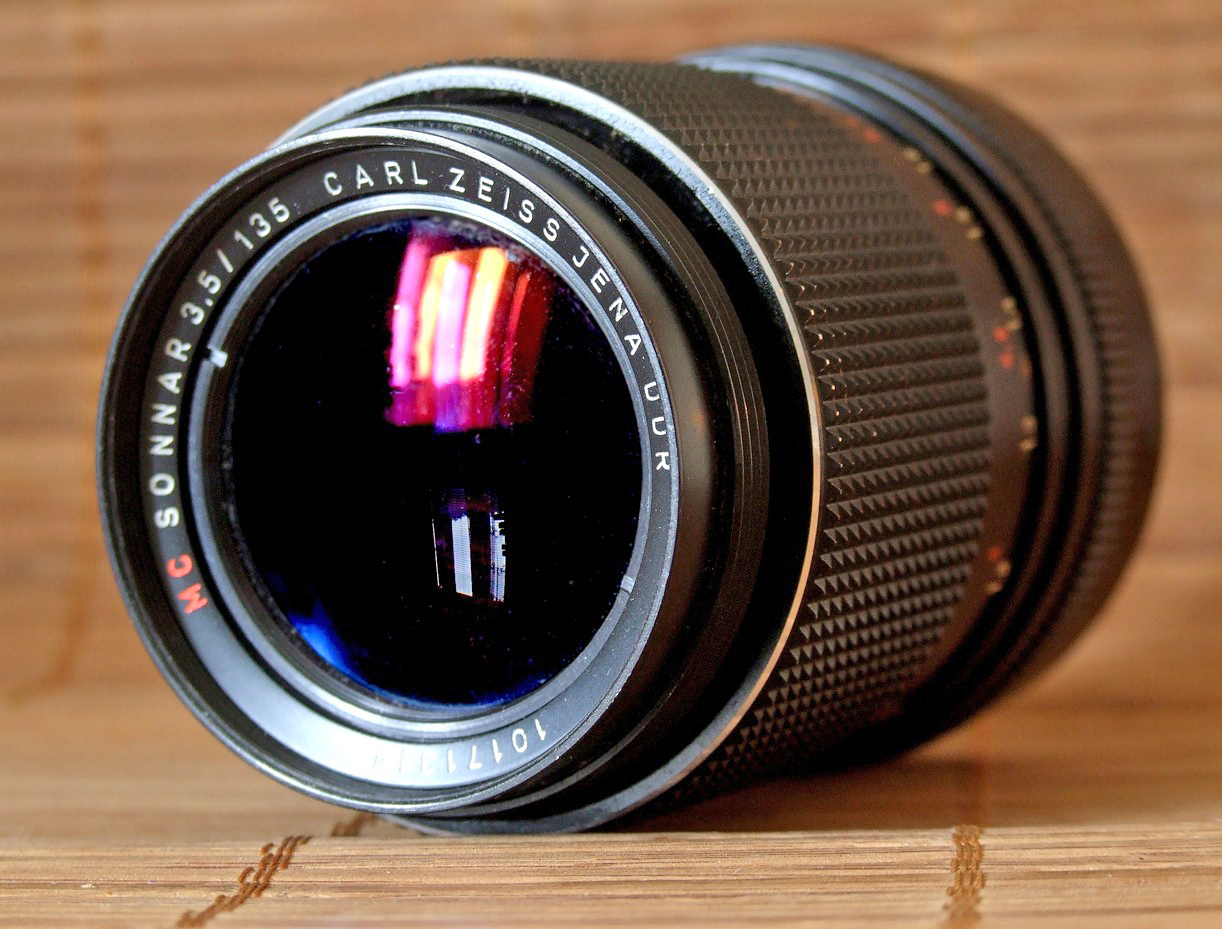
Un Sonnar 135 mm.

Les zooms Vario-Sonnar, également développés par Zeiss, sont des évolutions des Sonnar à focale fixe.

## Source
(en) Rudolf Kingslake, A History of the Photographic Lens, Boston, Academic Press, 1989, 334 p. (ISBN 0-12-408640-3, lire en ligne)